# АМЗ Зубр
АМЗ Зубр — бронетранспортер багатоцільового використання, що виробляється у Польщі. Машина розроблена як приватна ініціатива фірми AMZ-Kutno. Застосовується Збройними Силами Польщі, розроблена фірмою AMZ-Kutno. Випускається з 2008 року.

## Характеристики

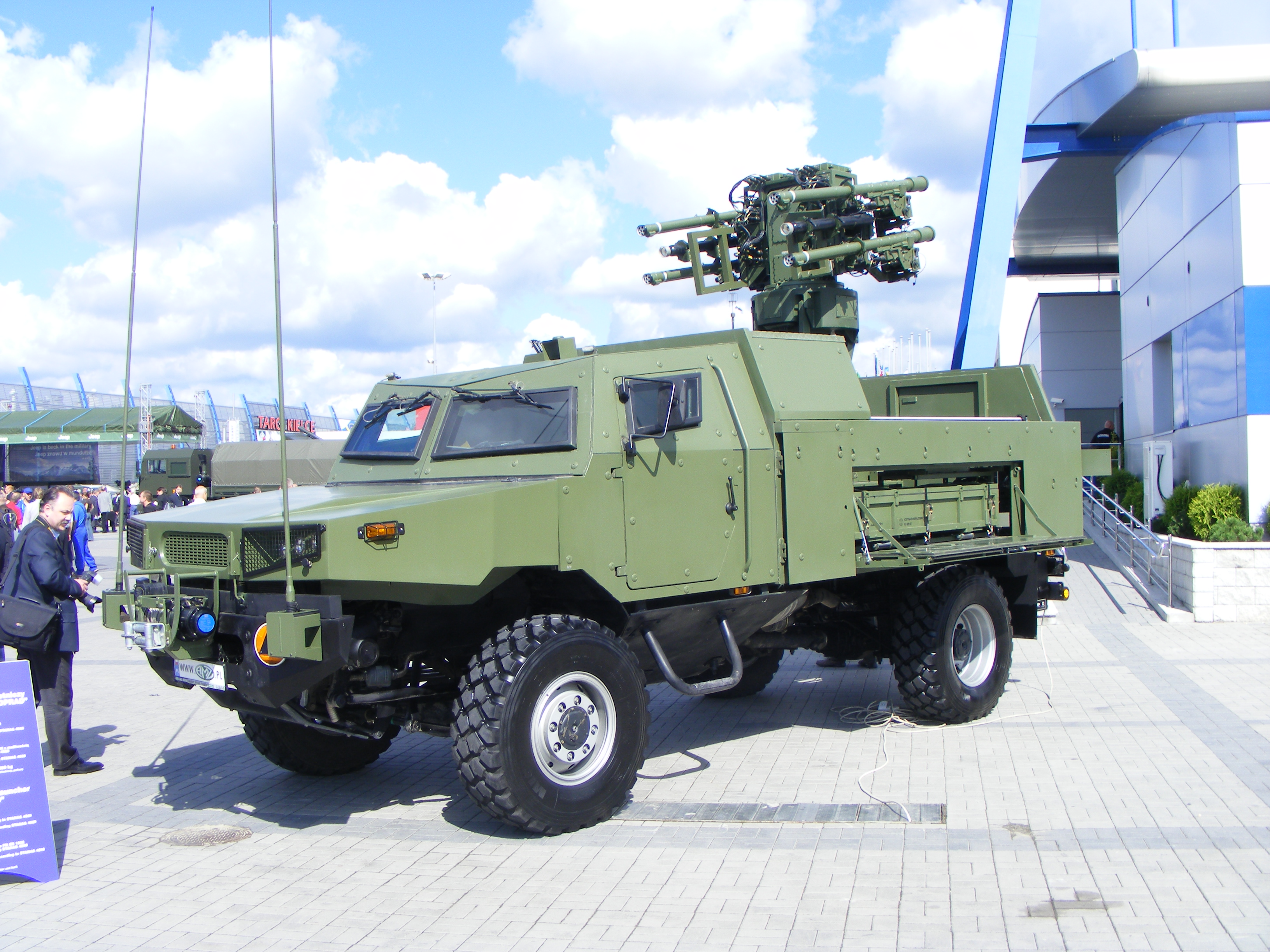
Un AMZ Żubr-P (POPRAD), обладнаний ПЗРК Гром.

Стандартна версія Зубра, Żubr-MRAP базується на важкому транспорті EuroCargo від Iveco, що виробляється в Польщі.
Зубр був розроблений для забезпечення високого рівня захисту від наземних мін та саморобних вибухових пристроїв. Для цього служить його шасі у формі літери «V», що дозволяє відводити потоки від вибухів мін. Він також обладнаний бронею, що захищає його пасажирів від куль калібром до 12,7 мм. Також Зубр облаштовано кулеметною туреллю, яка керується зсередини другим пілотом транспортного засобу.
Зубр може транспортувати вантажі вагою до 2000-5000 кг і тягнути причепа до 1500 кг. Має повний привід. Був спеціально розроблений таким чином, щоб його можна було перевозити на літаках Lockheed C-130 Hercules. Десант складається з 10 повністю озброєних піхотинців. ББМ може перевозитися транспортним С-130 Hercules.

## Модифікації
- Zubr-P (Poprad). Машина ППО. Озброєна ПЗРК Grom, дозволяє перехоплювати повітряні цілі на дальності 5,5 км на висотах до 3,5 км.
- Zubr-MMSR. Машина радіолокаційної розвідки. Має радар Sola, який може ідентифікувати 64 наземні цілі на дальності до 52 км.
- Zubr-WD. Командно-штабна машина з 5 робочими місцями.

## Експлуатанти
- Польща — 2013 кілька ББМ поставлені на озброєння польської армії.